# Зайченко Руслан Петрович
Руслан Петрович Зайченко (нар. 3 жовтня 1963, Бар, Вінницька область, УРСР — пом. 11 липня 2011, Київ,  Україна) — український громадський діяч, один із лідерів праворадикальної організації УНА-УНСО, учасник війни у Придністров'ї, один із керівників акції «Україна без Кучми» на Черкащині, політв'язень у справі 9 березня 2001 року.

## Життєпис
Від 1973 року жив у Черкасах. 1980 року закінчив Черкаську СШ № 5.
Навчався на 5 курсі історичного факультету Черкаського національного університету ім. Богдана Хмельницького.
Батько трьох дітей. Перша дружина - Зайченко Віра Петрівна. Друга дружина — відома українська дизайнерка Олеся Теліженко, тесть — український скульптор Теліженко Микола Матвійович.
Помер 11 липня 2011 р. у м. Київ на 48-у році життя. Причина - відірвався тромб. Перед цим лікувався від онкологічного захворювання. пережив кілька операцій.
13 липня 2011 р. відбулося поховання Руслана Зайченка на міському цвинтарі Черкас.

## Політична діяльність
Восени 1989 р. став одним із фундаторів Черкаської обласної організації СНУМ. У червні 1990 р. обраний головою Черкаської обласної організації Української Міжпартійної Асамблеї (з вересня 1991-го — Українська Національна Асамблея — УНА).
1990 р.— брав участь в акції реєстрації громадян України, відродження козацтва на Черкащині, «ланцюга злуки», студентського голодування.
1992 р. — брав участь у «поїзді дружби» до Криму.
1992  р. — брав участь у молдавсько-придністровському конфлікті на боці Придністров'я, стрілець УНСО ПМР.
18 липня 1995  р. — учасник поховання Патріарха України-Руси Володимира Романюка.
Учасник протестного голодування проти незаконної заборони УНА-УНСО.
Багаторічний голова Черкаської обласної організації УНА (УНА-УНСО), останні роки — глава виконкому партії УНА.
Один із керівників акції «Україна без Кучми» на Черкащині, координатор охорони наметового містечка в Києві. Відбував покарання за сфабрикованою справою «9 березня». Рішенням Парламентської Асамблеї Ради Європи у вересні 2003 р. визнаний політв'язнем.
2004 р. — координатор походу сумських студентів на Київ, один із організаторів громадянської компанії «Пора!». Керівник охоронних підрозділів Помаранчевої революції.
Був помічником у депутатів Верхова рада України: Левко Лук'яненко (4 скликання), Луценко Юрій Віталійович (4 скликання), Шкіль Андрій Васильович (4 скликання), Ар'єв Володимир Ігорович (6 скликання).
У 2010 р. — балотувався у Черкаська міська рада від УНА.

## Нагороди
Указом Президента України нагороджений орденом «За мужність» III ступеня. Урядом Придністровської Молдавської Республіки нагороджений медаллю «Захисник Придністров'я» (рос. «Защитник Приднестровья»).